# Élections étatiques de 2021 dans l'État de Tamaulipas
Les élections étatiques de 2021 dans l'État de Tamaulipas se tiennent le 6 juin 2021, afin d'élire les membres du congrès étatique de l’État de Tamaulipas, pour un mandat de trois ans.

État de Tamaulipas.

## Mode de scrutin
Le Congrès d'État de Tamaulipas est constitué de 36 députés, élus selon un système mixte. 22 députés sont élus au scrutin uninominal majoritaire à un tour dans autant de circonscriptions, tandis que les 14 députés restants sont élus au scrutin proportionnel plurinominal. Les électeurs n'ont cependant qu'un seul vote.

## Résultats
|                                                   |                                                   |                                              |           |       |       |    |               |    |       |               |  |  |  |  |
| Parti                                             | Parti                                             | Parti                                        | Voix      | %     | +/-   | C  | +/−           | L  | Total | +/-           |  |  |  |  |
|                                                   |                                                   | Mouvement de régénération nationale (MORENA) | 545 870   | 38,93 | 9,69  | 14 | 13            | 4  | 18    | 8             |  |  |  |  |
|                                                   | Parti du travail (PT)                             | 42 024                                       | 3,00      | 0,95  | 2     | 2  | 0             | 2  | 2     |               |  |  |  |  |
| Total coalition Ensemble, nous faisons l'histoire | Total coalition Ensemble, nous faisons l'histoire | 587 894                                      | 41,93     | 10,64 | 16    | 15 | 4             | 20 | 10    |               |  |  |  |  |
|                                                   | Parti action nationale (PAN)                      | Parti action nationale (PAN)                 | 515 765   | 36,78 | 14,41 | 6  | 15            | 7  | 13    | 9             |  |  |  |  |
|                                                   | Parti révolutionnaire institutionnel (PRI)        | Parti révolutionnaire institutionnel (PRI)   | 132 947   | 9,48  | 1,12  | 0  | en stagnation | 2  | 2     | 1             |  |  |  |  |
|                                                   | Mouvement citoyen (MC)                            | Mouvement citoyen (MC)                       | 49 567    | 3,53  | 0,12  | 0  | en stagnation | 1  | 1     | en stagnation |  |  |  |  |
|                                                   | Parti vert écologiste du Mexique (PVEM)           | Parti vert écologiste du Mexique (PVEM)      | 37 527    | 2,68  | 0,79  | 0  | en stagnation | 0  | 0     | en stagnation |  |  |  |  |
|                                                   | Parti du combat solidaire (PES)                   | Parti du combat solidaire (PES)              | 32 184    | 2,29  | Nv.   | 0  | en stagnation | 0  | 0     | en stagnation |  |  |  |  |
|                                                   | Parti de la révolution démocratique (PRD)         | Parti de la révolution démocratique (PRD)    | 15 760    | 1,12  | 0,25  | 0  | en stagnation | 0  | 0     | en stagnation |  |  |  |  |
|                                                   | Force pour le Mexique (FxM)                       | Force pour le Mexique (FxM)                  | 14 081    | 1,00  | Nv.   | 0  | en stagnation | 0  | 0     | en stagnation |  |  |  |  |
|                                                   | Réseaux sociaux progressistes (RSP)               | Réseaux sociaux progressistes (RSP)          | 13 978    | 1,00  | Nv.   | 0  | en stagnation | 0  | 0     | en stagnation |  |  |  |  |
|                                                   |                                                   |                                              |           |       |       |    |               |    |       |               |  |  |  |  |
| Suffrages exprimés                                | Suffrages exprimés                                | Suffrages exprimés                           | 1 402 261 | 97,62 |       |    |               |    |       |               |  |  |  |  |
| Votes nuls                                        | Votes nuls                                        | Votes nuls                                   | 34 234    | 2,38  |       |    |               |    |       |               |  |  |  |  |
| Total                                             | Total                                             | Total                                        | 1 436 495 | 100   | -     | 22 | en stagnation | 14 | 36    | en stagnation |  |  |  |  |
| Abstention                                        | Abstention                                        | Abstention                                   | 1 299 445 | 47,49 |       |    |               |    |       |               |  |  |  |  |
| Inscrits/Participation                            | Inscrits/Participation                            | Inscrits/Participation                       | 2 735 940 | 52,51 |       |    |               |    |       |               |  |  |  |  |